# Bushy Islet (ö i Australien, Queensland, lat -20,95, long 150,07)
Bushy Islet är en ö i Australien. Den ligger i delstaten Queensland, omkring 780 kilometer norr om delstatshuvudstaden Brisbane.